# Patronit
Patronit (Hewett 1906), chemický vzorec VS4, je jednoklonný minerál podobný grafitu. Vyskytuje se v celistvých agregátech, těsně prorostlý sírou, jílem, bituminózními hmotami (asfaltem).

## Vlastnosti
- Fyzikální – barva tmavě šedá, neprůhledný
- Chemické – Před dmuchavkou netaje, v baničce uvolňuje S a H2S.
- Optické – Bývá černý nebo tmavě hnědý, na čerstvém lomu olověně šedý, rychle se povléká náletem, vryp šedočerný, neprůhledný, kovově lesklý.

## Naleziště
Byl nalezen na ložisku rud vanadu Minas Ragra (u Cerro de Pasco, Peru) jako žilky v jílovité břidlici. V rudě, v které byl objeven patronit, je přítomen křemen, karbonáty, bravoit.